# 976

## Esdeveniments
- Basili II esdevé emperador romà d'Orient.

## Naixements
- Ingilberga, darrera abadessa del monestir de Sant Joan de les abadesses.[1]

## Necrològiques
- Joan I, emperador romà d'Orient
- Al-Hakam II, Califa de Còrdova